# Kankan (film)
Pour plus de détails, voir Fiche technique et Distribution.
Kankan est un film camerounais de Joseph Akama sorti le 21 octobre 2022.
Kankan est un biopic sur la vie de l' humoriste camerounais Dieudonné Afana Ébogo. Landry Nguetsa tient le rôle principal du comédien décédé le 13 février 1997.

## Synopsis
Ce film Kankan retrace la vie de Dieudonné Afana Ébogo de son nom de scène Jean Miché Kankan.

## Fiche technique
Sauf indication contraire, les informations mentionnées dans cette section peuvent être confirmées par la base de données cinématographiques IMDb,  présente dans la section « Liens externes ».
- Titre : Kankan
- Réalisation : Joseph Akama
- Scénario : Joseph Akama
- Musique : Blick Bassy
- Décors : Rosine Nkem
- Costumes : Laurita Ngringeh Laurita Ngringeh
- Photographie : Eugène Sotti
- Son : Serge Minyem
- Montage : Betel Petho
- Production : Claye Edou
- Société de production : Cledley Productions
- Pays de production :  Cameroun
- Langue originale : français
- Durée : 95 minutes
- Dates de sortie : 
  - Canada : 20 septembre 2022 au Festival international du film noire de Montréal (en)
  - Cameroun : 21 octobre 2022

## Distribution
- Landry Nguetsa : Dieudonné Afana / Jean Miché Kankan
- Assala Kofane : Dégé
- Virginie Ehana : Sérange Mebina
- Christian Aliguena : Njana
- Manoella Nguetse : Mme Afana
- Arnaud Ndong : Mfoula
- Felicity Asseh : Abono
- Urbain Nyamsi : Albert Mbida
- Eric Ebode : Etoundi
- Serge Bella : Ndjessa
- Ashan Nguetse : Ondoua
- Rigobert Eshu : le maire de Nkongsamba